# Championnats du monde d'escrime 1982
Navigation
Édition précédente Édition suivante
Les Championnats du monde 1982 se sont déroulés à Rome en Italie du 15 au 24 juillet 1982. Ils sont organisés par la Fédération italienne d'escrime sous l’égide de la Fédération internationale d'escrime.

## Le drame du quart de finale URSS-RFA
Ces championnats sont marqués par l’accident mortel survenu à Volodymyr Smyrnov. Ce champion soviétique est mort sur la piste, tué lors d’un assaut par une lame plantée dans son visage au travers de son masque.
Le 19 juillet 1982 lors des quarts de finale de l’épreuve de fleuret par équipes entre l’URSS et la RFA, il est précisément 12 h 6 min quand Volodymyr Smyrnov tire contre le champion allemand Matthias Behr. Lors d’un contact, la lame de ce dernier casse net. Le bout de 15 centimètres glisse sur la poitrine du soviétique, traverse le masque de Smirnov au niveau du menton, vient se planter au travers de son œil et se plante dans son cerveau. Il s'effondre dans un cri devant son équipier Aleksandr Romankov qui devait tirer, horrifié par la scène. Les médecins l'évacuent alors en toute urgence en mentant sur l'état du fleurettiste. Ils débutent alors une réanimation cardio-respiratoire et il plonge dans un coma profond. La compétition reprend sur demande des autorités sportives soviétiques qui cachent à ses coéquipiers l’état réel de Smirnov. L’équipe emmenée par Aleksandr Romankov, transcendée en l'honneur de leur coéquipier Smirnov mortellement touché, gagne le titre de champion du monde. Smirnov devient l'unique champion par équipes à titre posthume.
Volodymyr Smyrnov est lui opéré en urgence à son arrivée à l'hôpital. À l'heure de la finale, son pronostic est réservé. Malheureusement, les lésions sont trop importantes et Smirnov est déclaré en état de mort cérébrale une semaine après l'accident, et meurt le lendemain.
Cet accident qui fut seulement le second accident mortel depuis la création des championnats du monde. Le premier en 1951 fait prendre conscience du danger des lames en acier. Mais celui de Smirnov en se produisant sur le champion olympique en titre eut l'effet de remettre en question profondément le monde de l'escrime et de forcer la FIE à prendre des mesures pour éviter les accidents. Ainsi depuis 1982 et les nouvelles normes, il n'y a quasiment plus eu d'accidents graves.

## Épreuves
La compétition comprend cette année-là 8 épreuves (deux féminines et 6 masculines) :
- Féminines
  - Fleuret individuel
  - Fleuret par équipes
- Masculines
  - Fleuret individuel
  - Fleuret par équipes
  - Épée individuelle
  - Épée par équipes
  - Sabre individuel
  - Sabre par équipes

## Médaillés
| Épreuves           | Or | Argent                                                                                              | Bronze |
| ------------------ | --- | --------------------------------------------------------------------------------------------------- | --- |
| Épée               | | | |
| Hommes individuel  | Jenő Pap                                                                                               | Philippe Riboud                                                                                     | Ernő Kolczonay                                                                                              |
| Hommes par équipes | France- Olivier Lenglet - Philippe Riboud - Philippe Boisse - Michel Salesse                           | Suisse- Daniel Giger - Olivier Carrard - Gabriel Nigon - Patrice Gaille - Michel Poffet             | Hongrie- Ernő Kolczonay - Jenő Pap - Zoltán Székely - István Gelley - Péter Takács                          |
| Fleuret            | | | |
| Hommes individuel  | Aleksandr Romankov                                                                                     | Mauro Numa                                                                                          | Federico Cervi                                                                                              |
| Hommes par équipes | Union soviétique- Aleksandr Romankov - Vladimer Aptsiauri - Iouri Lykov - Vladimir Logvine             | France- Didier Flament - Pascal Jolyot - Frédéric Pietruszka - Philippe Omnès - Patrick Groc        | Italie- Federico Cervi - Andrea Borella - Angelo Scuri - Mauro Numa - Carlo Montano                         |
| Femmes individuel  | Nailya Gilyazova                                                                                       | Dorina Vaccaroni                                                                                    | Mandy Niklaus                                                                                               |
| Femmes par équipes | Italie- Dorina Vaccaroni - Carola Cicconetti - Anna Rita Sparaciari - Clara Mochi - Margherita Zalaffi | Hongrie- Edit Kovács - Magda Maros - Zsuzsanna Szőcs - Gertrúd Stefanek - Ildikó Schwarczenberger   | Allemagne de l'Ouest- Cornelia Hanisch - Gudrun Lotter - Ingrid Losert - Sabine Bischoff - Christiane Weber |
| Sabre              | | | |
| Hommes individuel  | Viktor Krovopuskov                                                                                     | Andreï Alchan                                                                                       | Imre Gedővári                                                                                               |
| Hommes par équipes | Hongrie- Imre Gedővári - Pál Gerevich - György Nébald - Zoltán Nagyházi - Imre Bujdosó                 | Italie- Giovanni Scalzo - Michele Maffei - Ferdinando Meglio - Gianfranco Dalla Barba - Marco Marin | Union soviétique- Sergueï Kazokine - Andreï Alchan - Viktor Krovopouskov - Mikhaïl Bourtsev                 |

## Tableau des médailles
| Rang | Nation               | Or | Argent | Bronze | Total |
| ---- | -------------------- | -- | ------ | ------ | ----- |
| 1    | Union soviétique     | 4  | 1      | 1      | 6     |
| 2    | Hongrie              | 2  | 1      | 3      | 6     |
| 3    | Italie               | 1  | 3      | 2      | 6     |
| 4    | France               | 1  | 2      | 0      | 3     |
| 5    | Suisse               | 0  | 1      | 0      | 1     |
| 6    | Allemagne de l'Ouest | 0  | 0      | 1      | 1     |
| 6    | Allemagne de l'Est   | 0  | 0      | 1      | 1     |